# Looking for the Moon
Looking for the Moon är ett studioalbum av den amerikanske trubaduren Tom Paxton, utgivet 22 oktober 2002. Albumet är producerat av Jim Rooney och gavs ut på skivbolaget Appleseed Recordings.
Sista låten, "The Bravest", skrevs 24 september 2001 och handlar om några människor som försöker ta sig ut från den ena skyskrapan som förstördes i terroristattacken den 11 september.

## Låtlista
Förutom där annat anges är samtliga låtar skrivna av Tom Paxton
1. "Looking for the Moon"
2. "My Pony Knows the Way"
3. "Me and a Couple of Angels"
4. "Easy Now, Easy"
5. "Homebound Train"
6. "Early Show"
7. "My Oklahoma Lullaby"
8. "My River"
9. "Come Away With Me"
10. "Marry Me Again" (Tom Paxton/Debi Smith)
11. "The Same River Twice" (Tom Paxton/Susan Graham White)
12. "Life in the Key of C"
13. "The Bravest"